# Реґла
Реґла (ісп. Regla) — один з 15 муніципалітетів Гавани, комерційне, портове та індустріальне передмістя.

## Історія
Місто відоме своєю багатою колоніальною історією. Перші поселення в цій місцевості з'явилися приблизно у 1690-х роках, коли була закладена церква Діви Марії (ісп. Nuestra Senora de Regla). Офіційно місто засноване у 1765 році. У XIX-у столітті місто було центром контрабандистів.
В даний час місто відоме танцювальним ансамблем Guaracheros de Regla, традиційними святами на честь Діви Марії (Virgen de Regla).

## Клімат
Реґла знаходиться у зоні тропічних саван. Найтепліший місяць — липень з середньою температурою 27.8 °C (82 °F). Найпрохолодніший місяць — січень, з середньою температурою 21.7 °С (71 °F).
У середньому в рік кількість опадів становить 1718 мм. Найбільше опадів випадає в червні (в середньому 290 мм), найменше у березні (48 мм опадів).
| Клімат Реґла            | Клімат Реґла | Клімат Реґла | Клімат Реґла | Клімат Реґла | Клімат Реґла | Клімат Реґла | Клімат Реґла | Клімат Реґла | Клімат Реґла | Клімат Реґла | Клімат Реґла | Клімат Реґла | Клімат Реґла |
| Показник                | Січ.         | Лют.         | Бер.         | Квіт.        | Трав.        | Черв.        | Лип.         | Серп.        | Вер.         | Жовт.        | Лист.        | Груд.        | Рік          |
| Абсолютний максимум, °C | 31           | 32           | 32           | 32           | 35           | 35           | 38           | 35           | 33           | 37           | 36           | 31           | 38           |
| Середній максимум, °C   | 25           | 26           | 27           | 28           | 30           | 31           | 31           | 31           | 31           | 29           | 27           | 26           | 28           |
| Середня температура, °C | 21           | 21           | 23           | 24           | 26           | 27           | 27           | 27           | 27           | 25           | 24           | 22           | 25           |
| Середній мінімум, °C    | 17           | 17           | 18           | 20           | 21           | 23           | 23           | 23           | 23           | 21           | 20           | 18           | 20           |
| Абсолютний мінімум, °C  | 5            | 7            | 7            | 11           | 15           | 16           | 20           | 20           | 17           | 13           | 8            | 7            | 5            |
| ----------------------- | ------------ | ------------ | ------------ | ------------ | ------------ | ------------ | ------------ | ------------ | ------------ | ------------ | ------------ | ------------ | ------------ |
| Джерело: Weatherbase    |              |              |              |              |              |              |              |              |              |              |              |              |              |

## Демографія
У 2004 році населення реглам становило 44,4 тис. чол. Площа муніципалітету - 9 кв.км., щільність населення 4900 чол./кв.км.

## Міста-побратими
- Корсіко, Італія, з 2003 року;
- Ричмонд, Каліфорнія, США[4];
- Каспе, Іспанія;
- Бока-дель-Ріо, Мексика[5][6], з 2002 року;
- Текуала, Мексика[5][6], з 2002 року;
- Яутепек, Мексика[5][6], з 2001 року;